# École nationale des sous-officiers de l’armée (ENSOA) - Antsirabe
L'École nationale des sous-officiers de l’armée (ENSOA) est une école des sous officiers à Madagascar créée le 1er février 1963. Elle forme des hauts responsables de l'armée et de la gendarmerie. Elle assure l'intégralité de la formation générale et de perfectionnement des sous officiers de l'armée de terre malgache. Elle a une devise : « fahaizana sy tanindrazana » (Compétences et Patrie). 

## Histoire
L'ENSOA est mise en place comme corps de service civique à Fort-Duchêne en 1963, puis elle devient CCI ou compagnie de commandements des instructions[Quand ?]. Puis, elle est devenue l'école des cadres, en 1966, et est transférée à Antsirabe. En 1977, elle est transférée à Fianarantsoa et retransférée à Antsirabe en 1980.
L'école est dénommée ENSOA depuis 1994 jusqu'à aujourd'hui.
Elle a ouvert ses portes à la gente féminine en 2020.

## Commandants
- Colonel Lala Monja Delphin Sahivelo
- 2016: colonel Emile Rakotovao
- Colonel Ratsarahevitra Andriamisetra
- 2023: colonel Razafitombo leva

## Personnalités liées à l'école
- Le général Léon Jean Richard Rakotonirina, ancien ministre de la Défense nationale.